# Príncipe de Gales (métro de Santiago)
Príncipe de Gales est une station de la ligne 4 du métro de Santiago. Elle est située sur la limite entre les  communes La Reina et Ñuñoa, de la conurbation de Santiago, capitale du Chili.

## Situation sur le réseau

Plan du métro.

Établie en souterrain, Príncipe de Gales est une station de passage de la ligne 1 du métro de Santiago. Elle est située entre la station Francisco Bilbao, en direction du terminus nord Tobalaba, et la station Simón Bolívar, en direction du terminus sud Los Plaza de Puente Alto.
Elle dispose des deux voies de la ligne encadrées par deux quais latéraux.

## Histoire
La station Príncipe de Gales est mise en service le 30 novembre 2005, lors de l'ouverture à l'exploitation de la section de 7,7 km, de Tobalaba à Grecia. Elle est nommée en référence à l'avenue éponyme, elle même dénommée ainsi en hommage à la principauté de Galles du fait de l'alliance entre le Chili et le Royaume-Uni.

## Services aux voyageurs

### Desserte
Príncipe de Gales est desservie par les rames qui circulent sur la ligne 4 du métro.

Installations et desserte
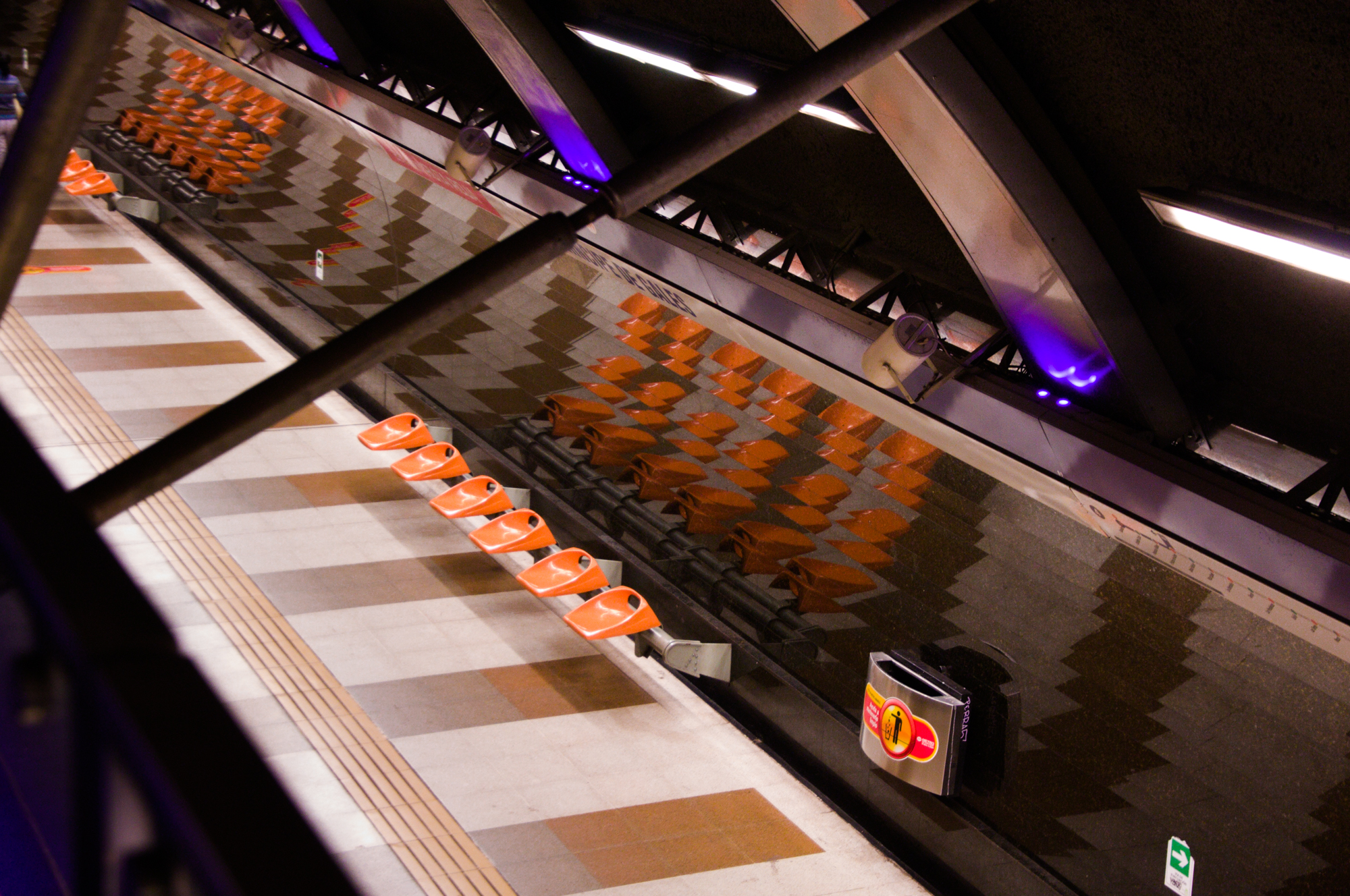
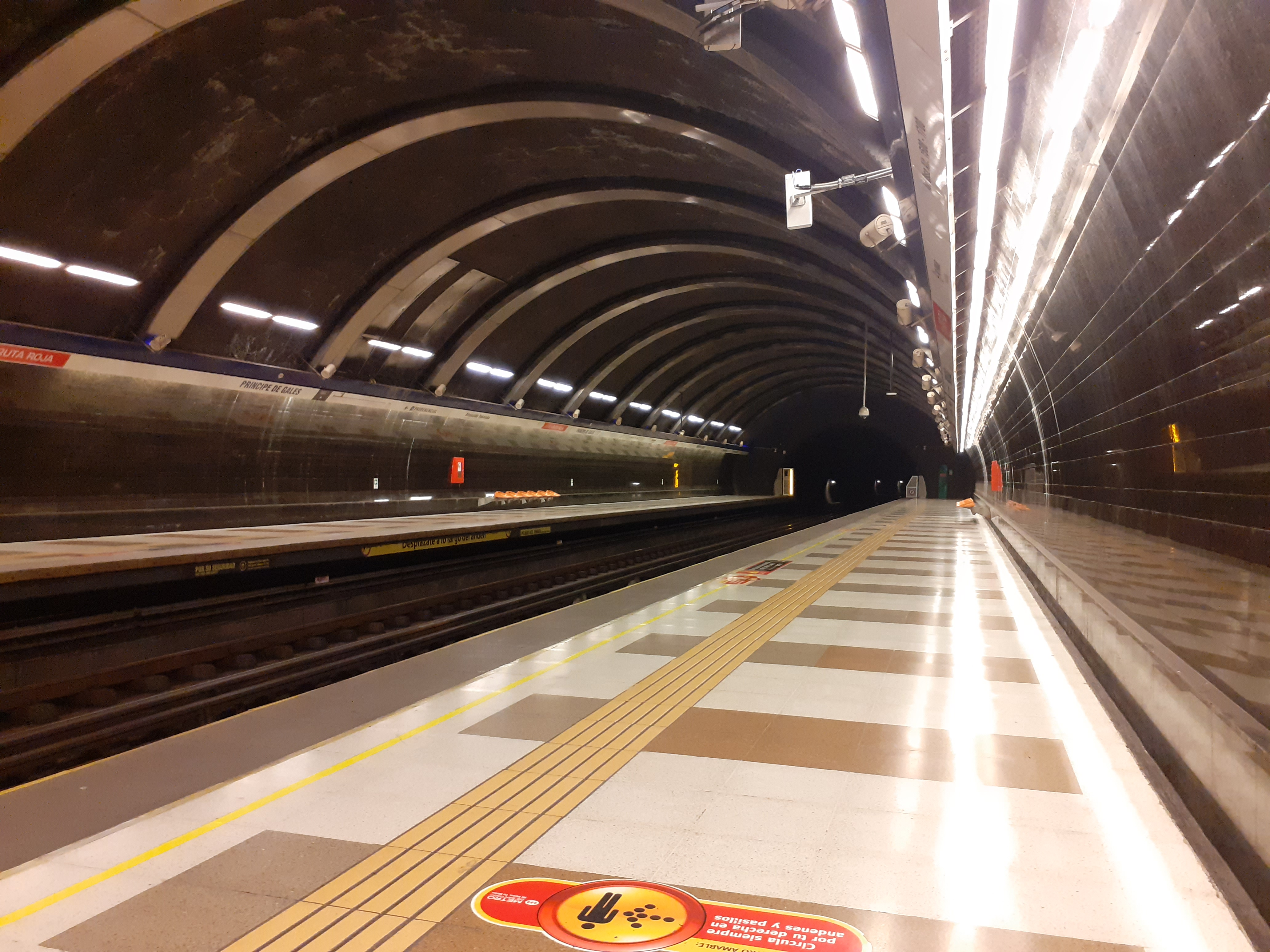
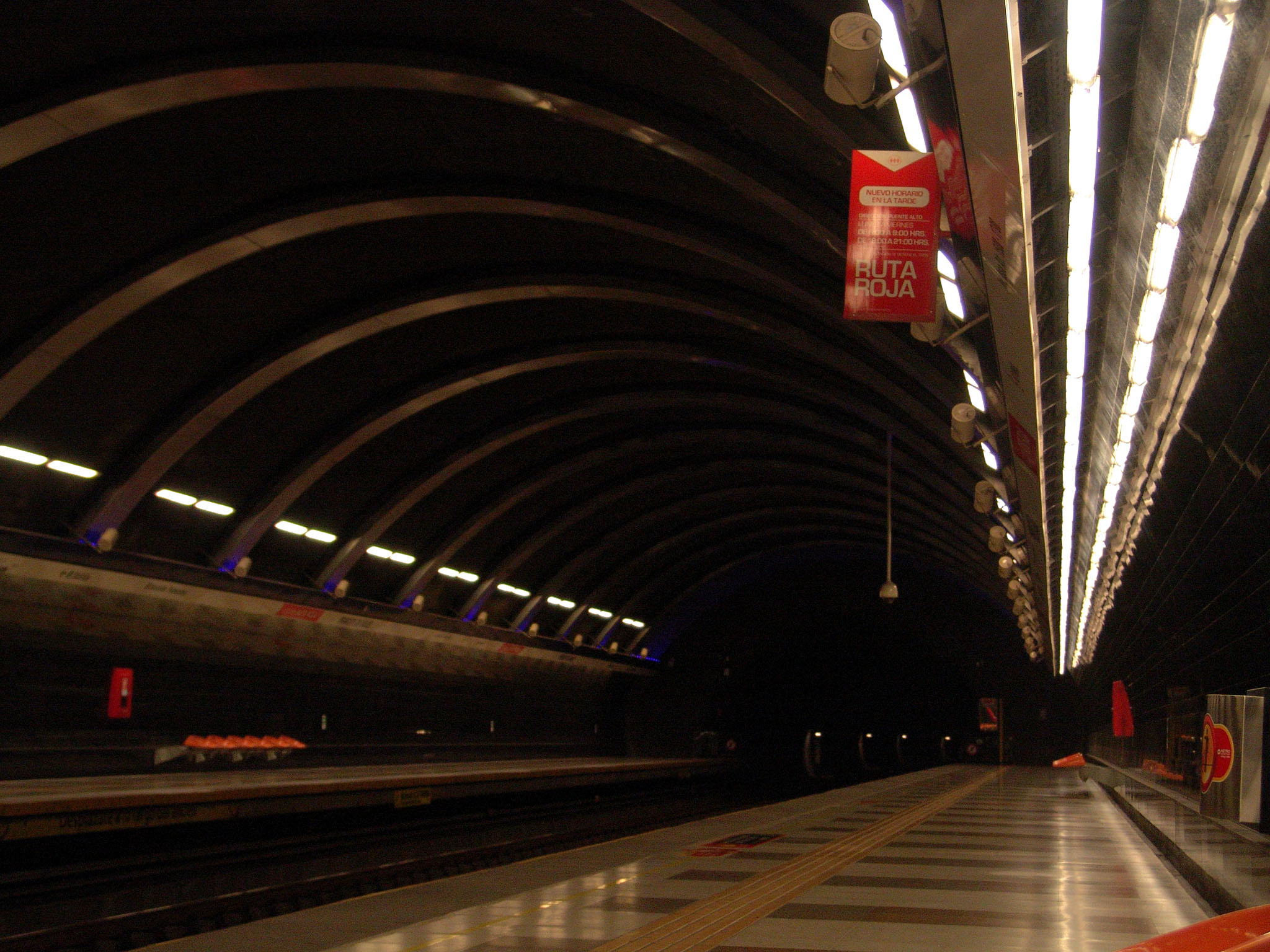